# جایزه بزرگ مکزیک ۱۹۶۳
جایزه بزرگ مکزیک ۱۹۶۳ (انگلیسی: ‎1963 Mexican Grand Prix‎) یک مسابقهٔ موتوری در رشتهٔ اتومبیل‌رانی فرمول یک بود که در تاریخ ۲۰ اکتبر ۱۹۶۳ در ماگدالنا میکزوکا واقع در مکزیکو سیتی، مکزیک برگزار شد. این گراند پری در میان ۱۰ گراند پری در فصل ۱۹۶۳، مسابقهٔ شمارهٔ ۹ بود.
در این مسابقه که در ۶۵ دور و به مسافت ۳۲۵٫۰۰۰ کیلومتر (۲۰۱٫۹۴۶ مایل) برگزار شد، پول پوزیشن توسط جیم کلارک کسب شد و سریع‌ترین زمان برای طی یک دور پیست که برابر با ۱:۵۸٫۱ بود نیز توسط جیم کلارک به ثبت رسید.
جیم کلارک از تیم لوتوس-کلیمکس، جک برابام از تیم برابام-کلیمکس و ریچی گینتر از تیم بی‌آرام به‌ترتیب مقام‌های اول تا سوم مسابقه را کسب کردند.
جایزه بزرگ مکزیک 1963 یک مسابقه موتوری فرمول یک بود که در Ciudad Deportiva Magdalena Mixhuca در مکزیکوسیتی در 27 اکتبر 1963 برگزار شد. این مسابقه نهم از 10 در مسابقات قهرمانی جهانی رانندگان 1963 و در جام بین المللی 1963 برای سازندگان فرمول یک بود. جیم کلارک از موقعیت قطبی بر مسابقه مسلط شد، زمانی که 1.7 ثانیه سریعتر از هر کس دیگری بود. مکزیک یکی از موفق ترین سالن های او به حساب می آمد. سریع ترین دور او در مسابقه، زمان قطب او را 0.7 ثانیه تحت الشعاع قرار داد، و او تمام میدان را به جز دوم و سوم پشت سر خود دور زد. او در نهایت در کارنامه خود در فرمول یک در مجموع پنج پوزیشن قطبی، چهار سریعترین دور و سه پیروزی در محل مسابقه به دست آورد. این همچنین ششمین برد، ششمین دور سریع او و ششمین پوزیشن قطبی او از 9 مسابقه ای بود که در سال 1963 انجام شد. این همچنین تنها جایزه بزرگ قهرمانی جهان بود که در آن ماشینی با شماره 13 مسابقه داد تا اینکه پاستور مالدونادو این شماره را به عنوان شماره مسابقه دائمی خود در سال 2014 انتخاب کرد.

## رده‌بندی قهرمانی پس از مسابقه
|       | جایگاه | راننده      | امتیاز  |
| ----- | ------ | ----------- | ------- |
|       | ۱      | جیم کلارک   | ۵۴ (۶۴) |
|       | ۲      | ریچی گینتر  | ۲۹ (۳۴) |
|       | ۳      | گراهام هیل  | ۲۵      |
|       | ۴      | جان سرتیز   | ۲۲      |
|       | ۵      | بروس مک‌لارن | ۱۴      |
| منبع: |        |             |         |

|       | جایگاه | سازنده        | امتیاز  |
| ----- | ------ | ------------- | ------- |
|       | ۱      | لوتوس-کلیمکس  | ۵۴ (۶۵) |
|       | ۲      | بی‌آرام        | ۳۶ (۴۱) |
|       | ۳      | فراری         | ۲۴      |
| ۱     | ۴      | برابام-کلیمکس | ۲۴      |
| ۱     | ۵      | کوپر-کلیمکس   | ۲۳      |
| منبع: |        |               |         |

یادداشت
- تنها پنج جایگاه نخست از هر رده‌بندی نمایش داده شده‌است.